# 1983 en Bretagne
 Chronologie de la Bretagne
- 1979
- 1980
- 1981
- 1982
- 1983
- 1984
- 1985
- 1986
- 1987

Cette page recense des événements qui se sont produits durant l'année 1983 en Bretagne.

## Société

### Naissance

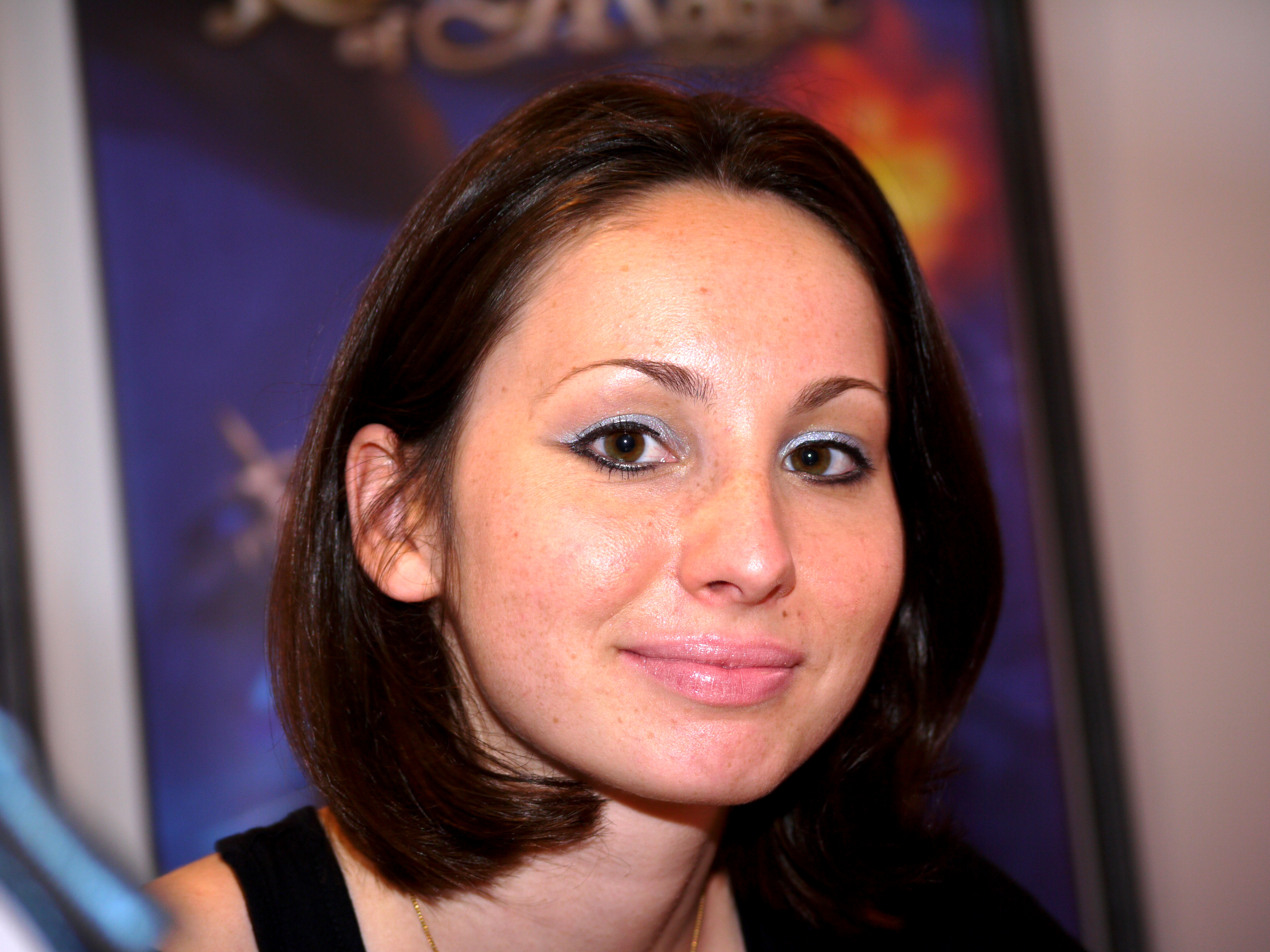
Anne-laure Jarnet

- 7 mars à Brest : Anne-Laure Jarnet, comédienne française, principalement connue pour incarner le personnage de Gaea, un des rôles principaux de la web-série Noob, première au box office français de 2009 à aujourd'hui avec plus de soixante-dix millions de visionnages.

### Décès
- 13 mars : Louison Bobet, né à Saint-Méen-le-Grand, cycliste. Il a remporté trois fois le Tour de France entre 1953 et 1955, égalant alors le record du Belge Philippe Thys. Il a été aussi champion du monde sur route en 1954 et vainqueur de Paris-Roubaix en 1956[1].